# Ежен Ґільвік
Еже́н Ґільві́к також Гільвік, Ґієвік, Ґійвік (фр. Eugène Guillevic, фр. вимова: [øʒɛn ɡijəvik]; 5 серпня 1907, Карнак, Морбіан, Бретань — 19 березня 1997, Париж) — французький поет і перекладач. Перекладач поезій Тараса Шевченка французькою мовою. Свої твори підписував зазвичай лише прізвищем.

## Біографія
Народився в Бретані, у містечку Карнак. Батько Ґільвіка був моряком, а потім пішов на роботу до жандармерії. По службі мав часто міняти місце проживання, так 1907 року переїхав із родиною до Жемона (департамент Нор), 1912 року — до Сен-Жан-Бревеле (Морбіан), а 1919 року — Ферретт (Нижній Рейн), де майбутній поет опанував німецьку мову та її ельзаський діалект.
За спогадами Ґільвіка, до 1926 року, себто до 19 років він майже не знав французької мови. Першою мовою спілкування для нього була бретонська, згодом валлонська, а пізніше — німецька мова та ельзаський варіант аллеманської говірки. Опанував французьку мову після вступу на військову службу. Після бакалаврату з математики Ґільвік був прийнятий до вищої господарської школи, по закінченні якої з 1935 року працював економістом у міністерстві економічних справ.
Почав друкуватися з 1939 року, дебютував віршами на згадку про загиблих республіканців Іспанії. 1942 року вступив до Французької компартії (відійшов від партійної діяльності 1980 року). Брав участь у русі Опору та підпільній видавничій діяльності часів війни. Разом з Луї Арагоном та Полем Елюаром видав підпільну поетичну збірку «Честь поетів». Після війни познайомився з поетом Жаном Фоленом, який познайомив його з письменниками групи «Сажесс» («Мудрість»), пізніше Ґільвік приєднався до літературного угруповання «Рошфорська школа» («l'École de Rochefort»).
У 1945—1947 роках працював ув апараті міністрів-комуністів у Тимчасовому уряді Франції.
1951 року оприлюднив збірки «Спрага життя» та «Смак світу».
Перекладав твори українських, грузинських, німецьких, угорських, російських та румунських поетів. Перекладав з української вірші Тараса Шевченка, які вийшли в його перекладі окремим виданням.
Лауреат літературних премій: Великий Золотий орел (1973), премія Бретані (1975), премія Французької академії (1976), Велика національна премія поезії (1984), Гонкурівська премія поезії (1988) тощо. Президент академії Малларме.

## Перекладач Шевченка
1964 року в Парижі у перекладі Ґільвіка та з його передмовою з'явилася збірка поезій Тараса Шевченка, до якої ввійшли 34 твори («Заповіт», «Я не нездужаю, нівроку», «Світе ясний! Світе тихий!», «Тарасова ніч», «Перебендя» та ін.). Того ж 1964 року в перекладі Жана Лафона та Ґільвіка було оприлюднено повість Тараса Шевченка «Художник» та уривки з його щоденника. Переклади Ґільвіка стали першими книжковими виданнями творів Тараса Шевченка у Франції.
1964 року Ґільвік відвідав Україну. У Києві він взяв участь у Міжнародному форумі діячів культури, що був присвячений 150-річчю з дня народження Тараса Шевченка.

## Твори
- L'Expérience Guillevic (1923—1938, documents de travail publiés en 1994)
- Requiem (1938, plaquette de 6 poèmes non repris par l'auteur)[1]
- Terraqué, Gallimard, Paris, 1942.
- Elégies, avec une lithographie de Jean Dubuffet, Le Calligraphe, Paris 1946
- Fractures, Éditions de Minuit, collection L'Honneur des poètes, Paris 1947
- Exécutoire, Gallimard, Paris, 1947.
- Gagner, Gallimard, Paris, 1949.
- Terre à bonheur, Seghers, Paris, 1952; édition augmentée d' Envie de vivre, Seghers, Paris, 1985.
- 31 sonnets, préface Aragon, Gallimard, Paris, 1954.
- Carnac, Gallimard, Paris, 1961.
- Sphère, Gallimard, Paris, 1963.
- Avec, Gallimard, Paris, 1966.
- Euclidiennes, Gallimard, Paris, 1967.
- Ville, Gallimard, Paris, 1969.
- Paroi, Gallimard, Paris, 1970.
- Encoches, Editeurs français réunis, Paris, 1970.
- Inclus, Gallimard, Paris, 1973.
- Du domaine, Gallimard, Paris, 1977.
- Étier, poèmes 1965—1975, Gallimard, Paris, 1979.
- Autres, poèmes 1969—1979, Gallimard, Paris, 1980.
- Trouées, poèmes 1973—1980, Gallimard, Paris, 1981.
- Guitare, avec des bois en couleurs de Gérard Blanchet, Les Bibliophiles de France, 1982
- Requis, poèmes 1977—1982, Gallimard, Paris, 1983 (ISBN 2070267385).
- Timbres, Ecrits des Forges, Trois-Rivières, 1986 (ISBN 2890460983).
- Motifs, poèmes 1981—1984, Gallimard, Paris, 1987 (ISBN 2070711102).
- Creusement, poèmes 1977—1986, Gallimard, Paris, 1987 (ISBN 2070711099).
- Qui, L'Instant perpétuel, Rouen, 1987
- Art poétique, poème 1985—1986, Gallimard, Paris, 1989 (ISBN 2070717283).
- Le Chant, poème 1987—1988, Gallimard, Paris, 1990 (ISBN 207072123X).
- Impacts, Deyrolle Editeur, Cognac, 1990 (ISBN 2908487012).
- Maintenant, poème 1986—1992, Gallimard, Paris, 1993 (ISBN 2070733424).
- Possibles futurs, poèmes 1982—1994, Gallimard, Paris, 1996 (ISBN 2070745678).
- Proses ou Boire dans le secret des grottes, Fischbacher, Paris, 2001. (ISBN 9782717900262)
- Quotidiennes, poèmes 1994—1996, Gallimard, Paris, 2002.
- Présent, poèmes 1987—1997, Gallimard, Paris, 2004 (ISBN 2070770214)
- Pas si bêtes'!, Seghers Jeunesse, 2004,(ISBN 2232122530)
- Relier, poèmes 1938—1996, Gallimard, Paris, 2007, 810 p. (ISBN 978-2-07-078514-8)
- Humour blanc et autres fabliettes, Seghers Jeunesse, 2008 (ISBN 9782232123016)

## Українські переклади
Українською мовою поезії Ґільвіка перекладали Микола Терещенко, Григорій Кочур, Віктор Коптілов, Олег Жупанський, Б. Марцінко.
Публікації:
- Гільвік. Вірші // Всесвіт. — 1966. — № 7.
- Гільвік. Вірші. В кн.: Сузір'я французької поезії. — Т. 2. — Київ, 1971.
- Гільвік. Вірші // Всесвіт. — 1976. — № 5.
- Гільвік. Вірші. В кн.: Поклик. — Київ, 1984.
- Ґільвік. У кн.: Олег Жупанський. Вибрані переклади. З франкомовної та німецькомовної поезії. — Київ: Видавництво Жупанського, 2012. — С. 81–87.